# Сульфідна вода
Сульфідна вода — сірководневі води, що містять сірководень, якому відводиться велика роль в лікувальній дії ванн.

## Лікування сульфідною водою
Сульфідні води використовують на курортах Сочі — Мацеста, Кемері, Талги, Сергієвські Мінеральні Води.
Сульфідні води викликають почервоніння шкіри, розширення судин і прискорення кровотоку, також покращують процеси обміну речовин, трофіку тканин та імунологічні реакції.
Штучні ванни повинні застосовуватися тільки в спеціально обладнаних водолікарнях, враховуючи руйнівний вплив сірководню на металеві предмети, труби, крани, можливість токсичної дії на людей при недостатній вентиляції приміщення.